# ユニオン・キャリッジ・アンド・ワゴン
ユニオン・キャリッジ・アンド・ワゴン（英語: Union Carriage & Wagon、略称UCW）は南アフリカ共和国ハウテン州ナイジェルに拠点を置く鉄道車両メーカー。

## 沿革
1957年に設立。主な株主はコモンウェルス・エンジニアリング、バッド社とレイランド・モータースで保有比率はそれぞれ、51%、25%、12%だった。
1969年12月、コモンウェルス社は共同保有する他2社の29%と合わせ計42%まで保有比率を減らす。
初期に株式を保有していた英米系外資企業は国内企業への売却を徐々に進め、2013年2月に国内のCTEグループ（Commuter Transport  Engineering）傘下となった。
2016年4月、フランスのアルストム社が親会社のCTE株51%を取得し、Alstom Ubunyeとなった。UbunyeはUnionのズールー語での表記。

## 主な製造車両
1964年、UCWはスポールネット社（現トランスネット）から電気機関車（en:South African Class 5E1, Series 2）を受注、その後も同社からの受注は続いており、2011年には日本の東芝、三井物産と鉱山鉄道向け電気機関車（en:South African Class 15E）を共同受注している。
1974年アンゴラ、ザンビアでの受注を皮切りに国際市場へ進出することになった。
1996年マレーシアのKTMコミュータークラス82を受注。
2011年にはボンバルディア・トランスポーテーションと共同でハウトレインの車両を受注。
台湾ではその外交政策の事情により、台湾鉄路管理局がUCWから調達する車両は比較的多かった。
- 台湾鉄路管理局E100型電気機関車：ゼネラル・エレクトリック・カンパニー（GEC）との共同（1976年）
- 台湾鉄路管理局EMU200型電車（1987年）
- 台湾鉄路管理局EMU400型電車（1990年）
- 台湾鉄路管理局E1000型電車：GEC、現代精工との共同（1997年）[14]

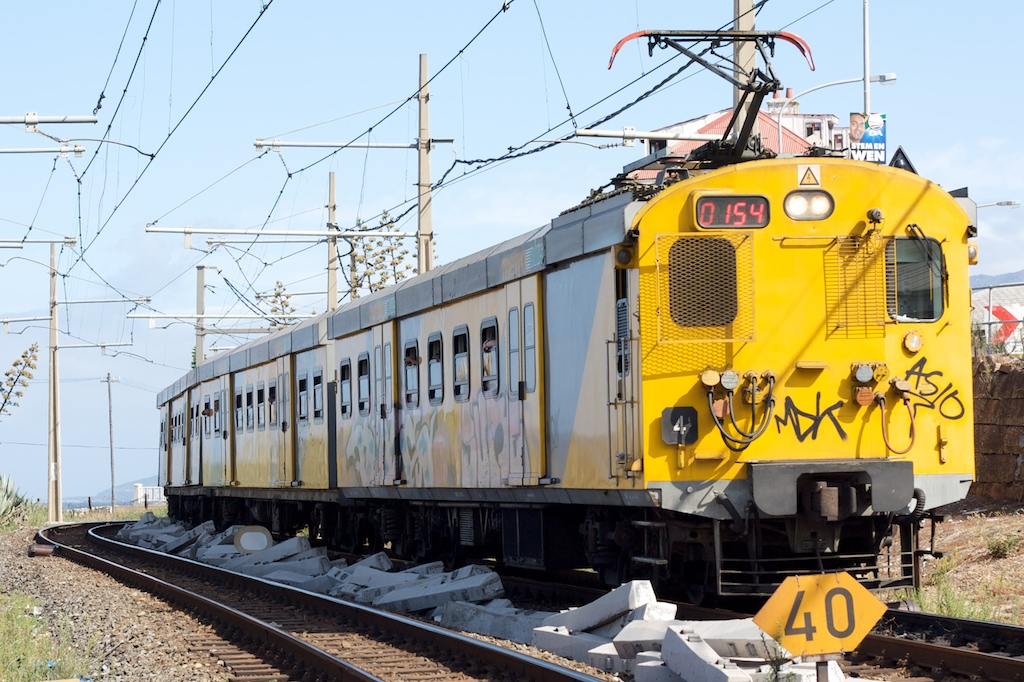
クラス5M2A形電車
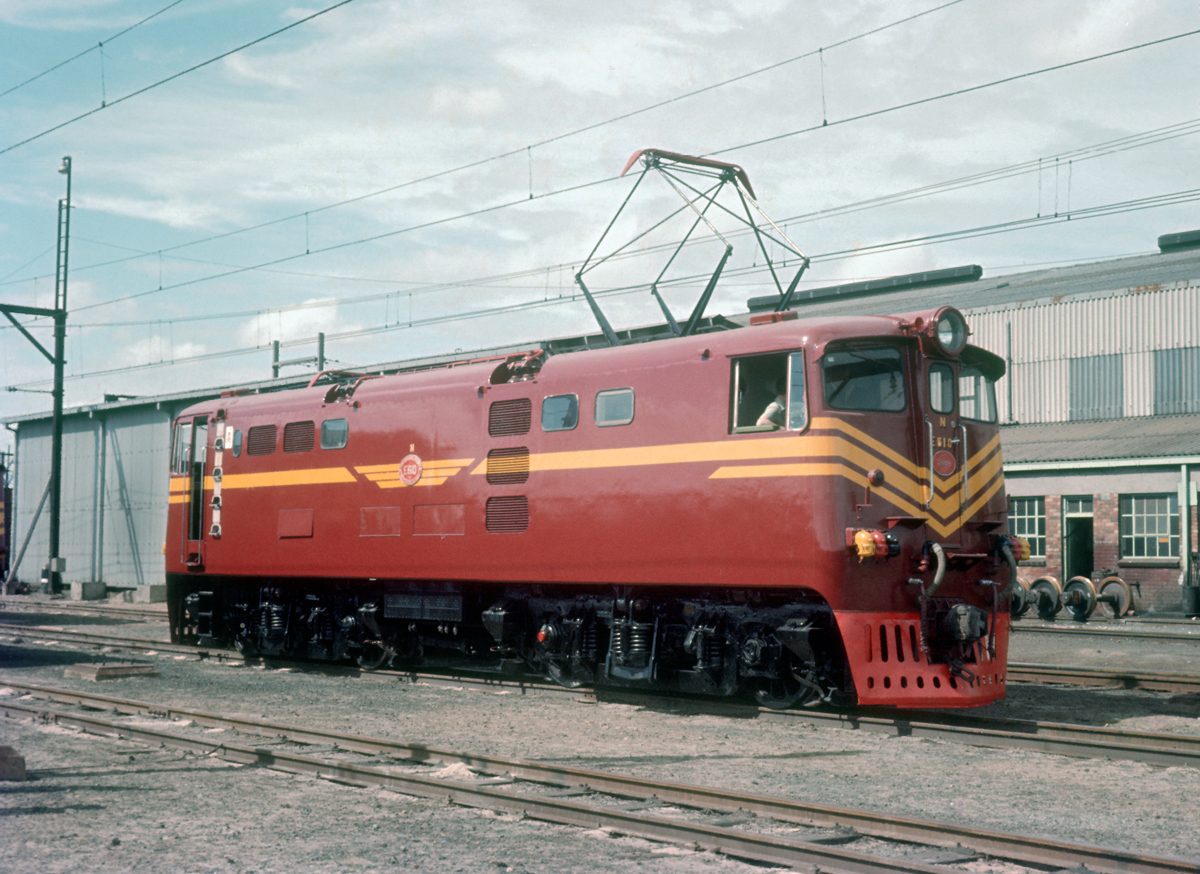
クラス5E1形電気機関車 E610号機
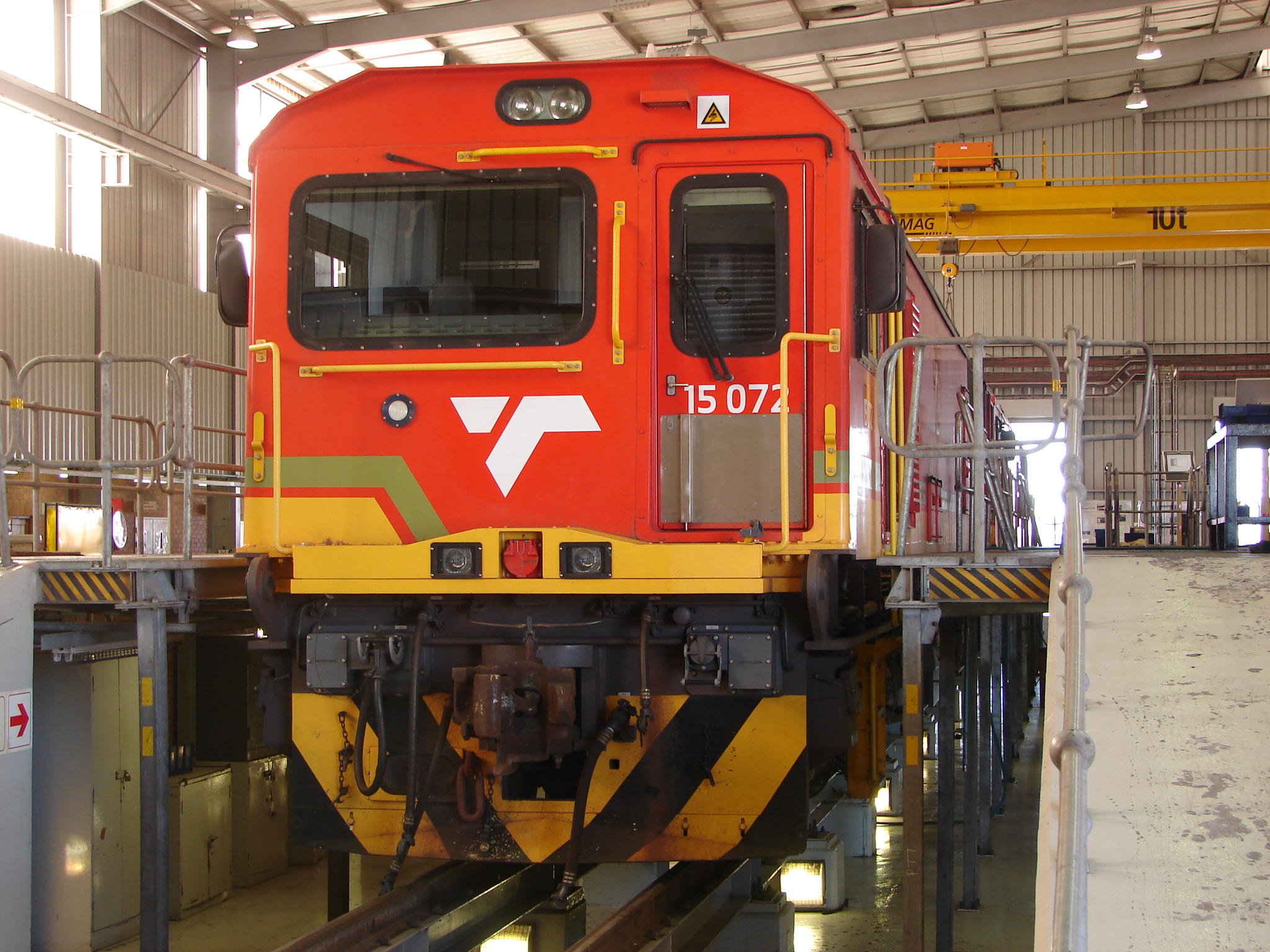
クラス15E形電気機関車
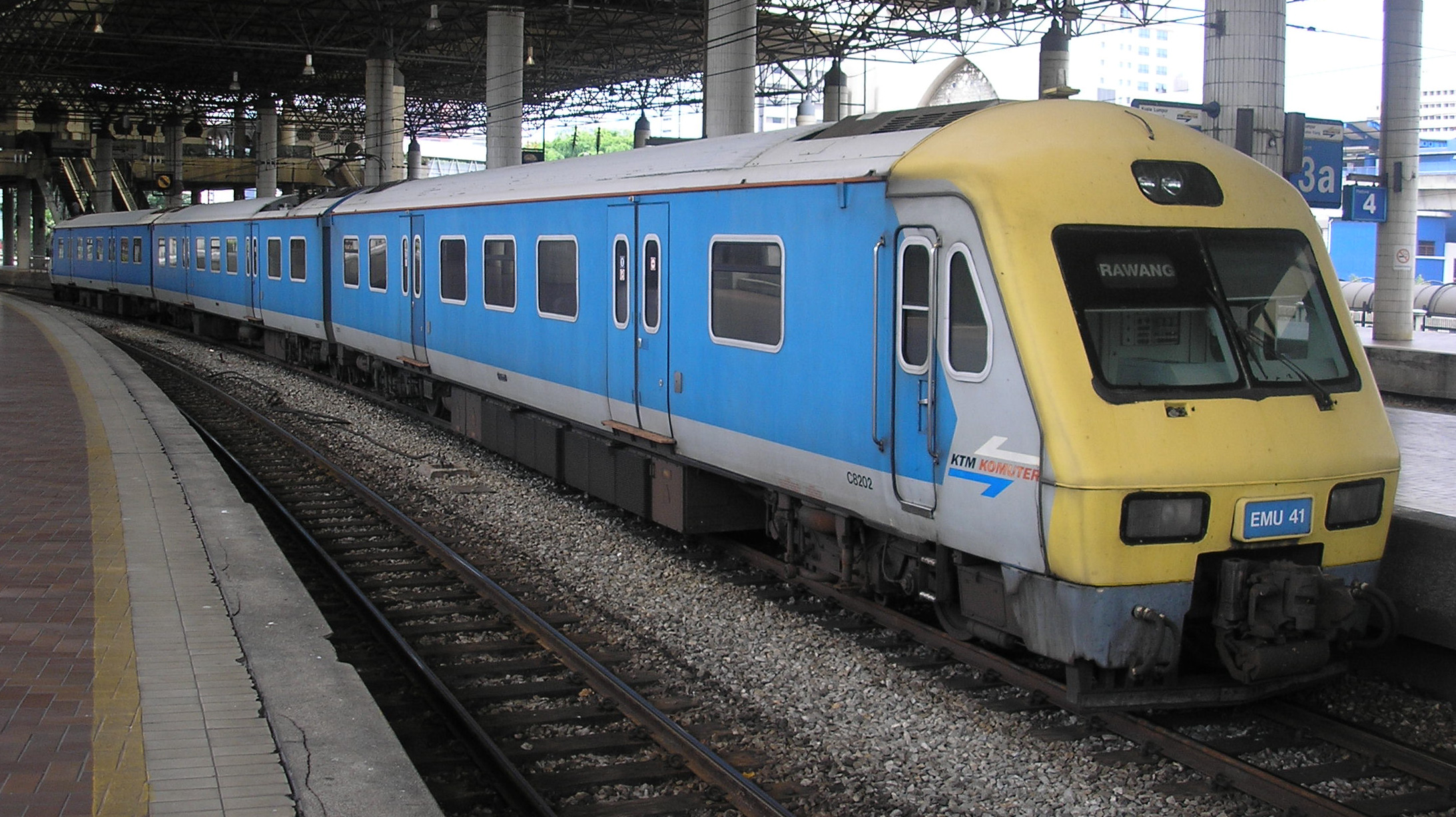
KTMコミュータークラス82電車
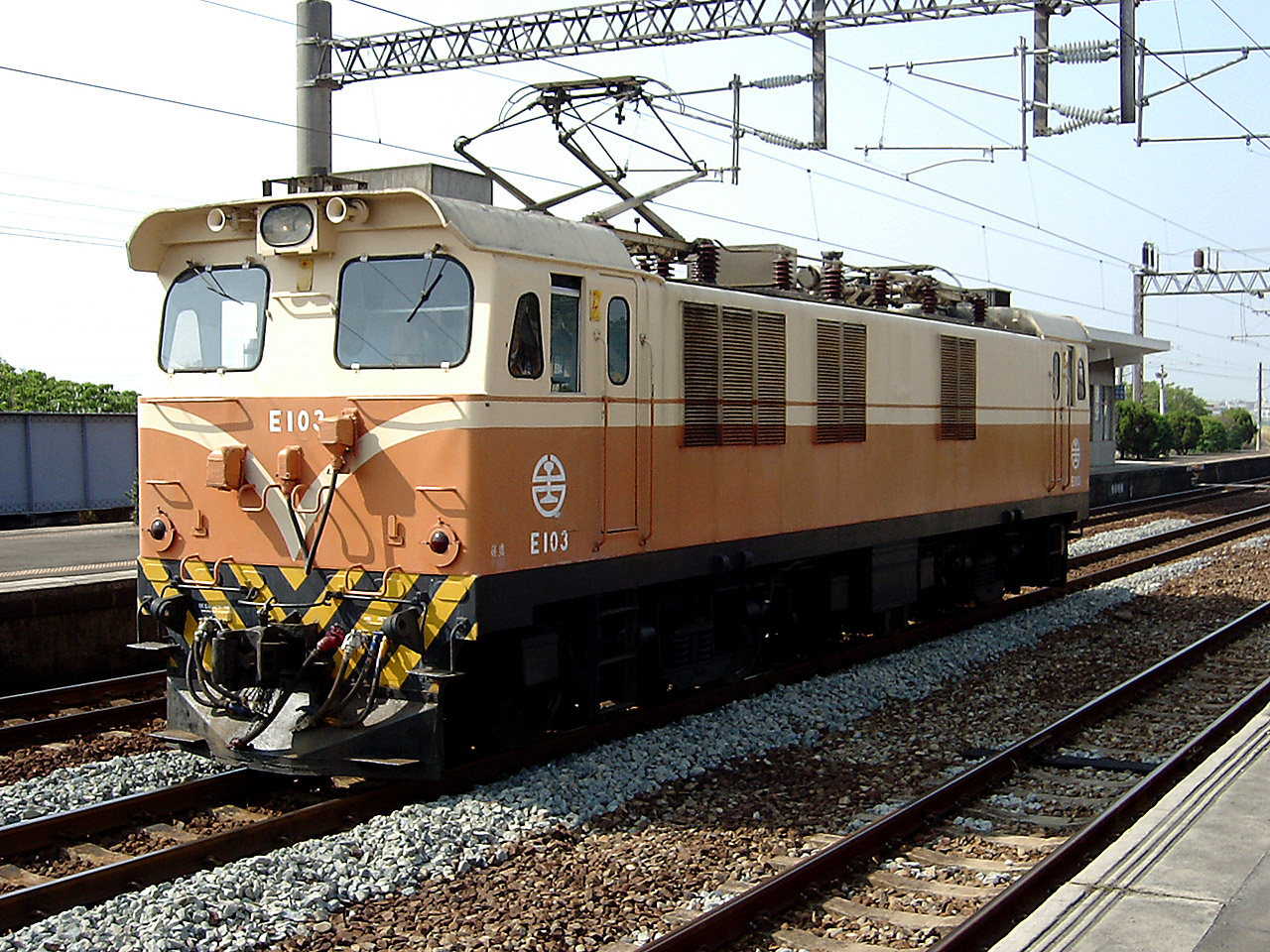
E100形電気機関車
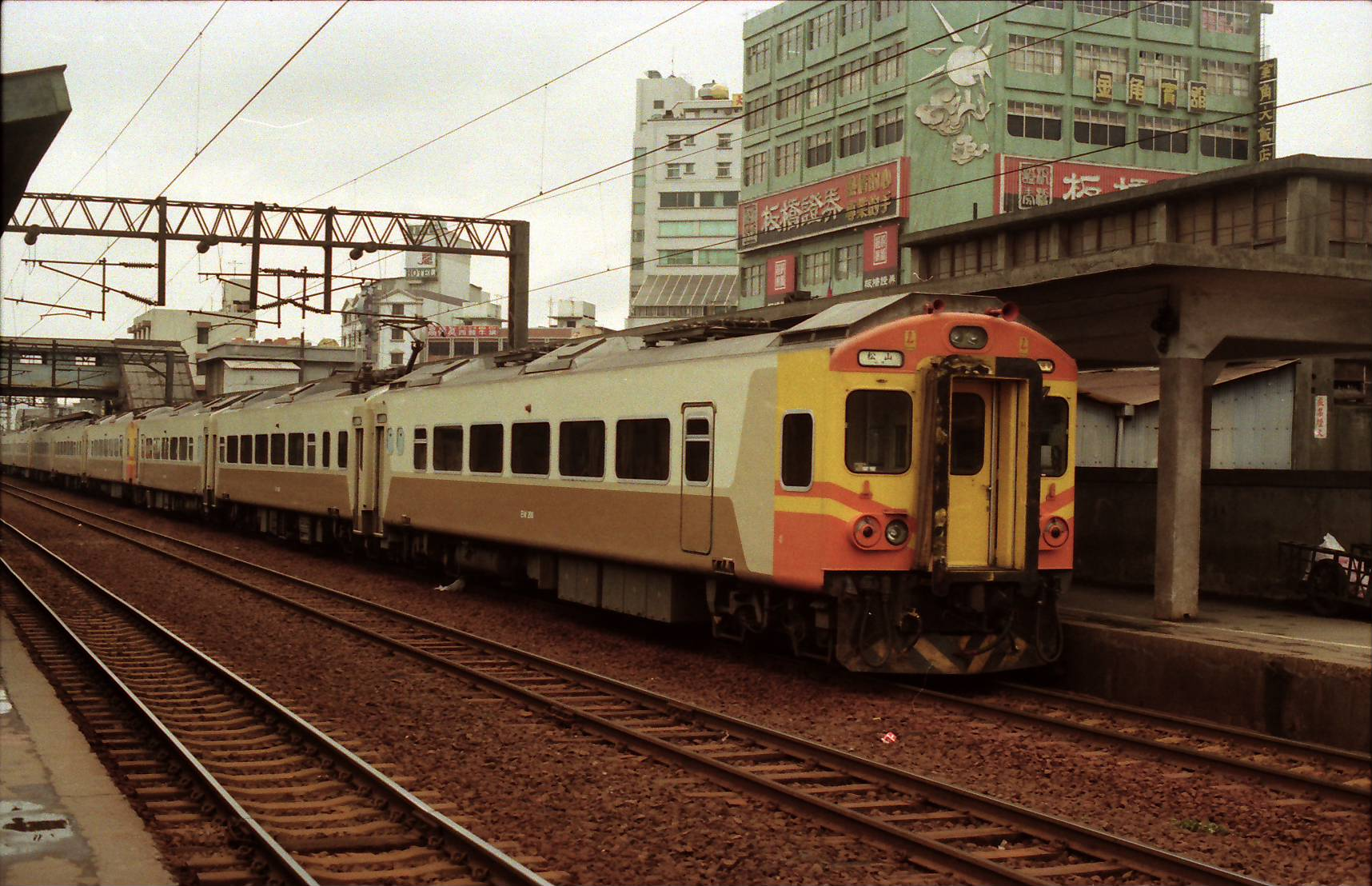
EMU200形電車
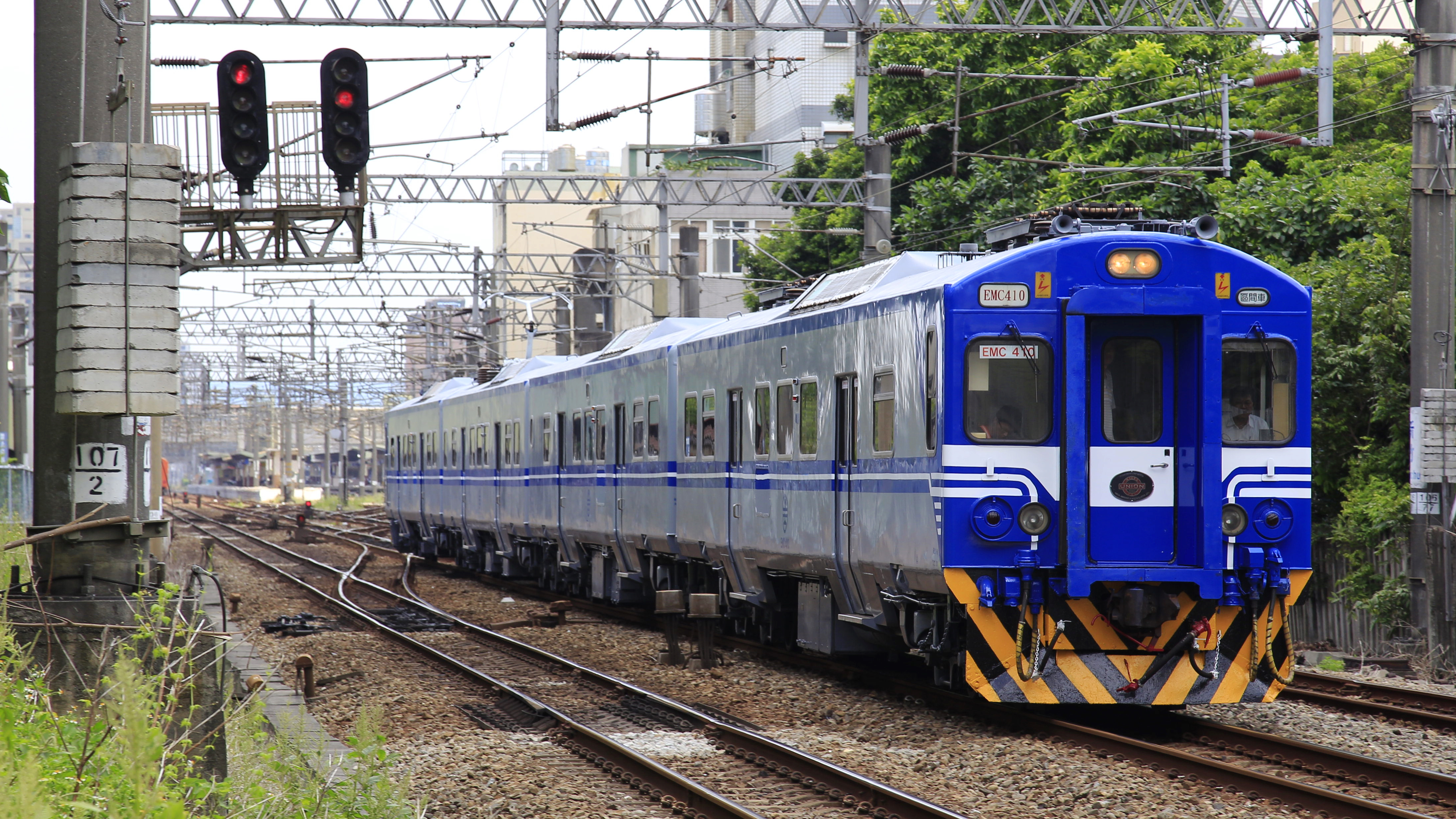
EMU400形電車
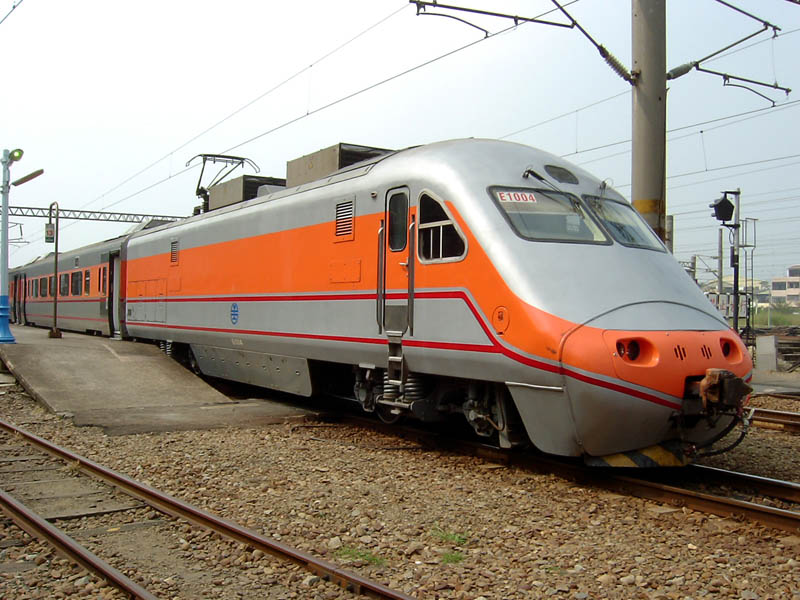
E1000形列車（動力車のみ）
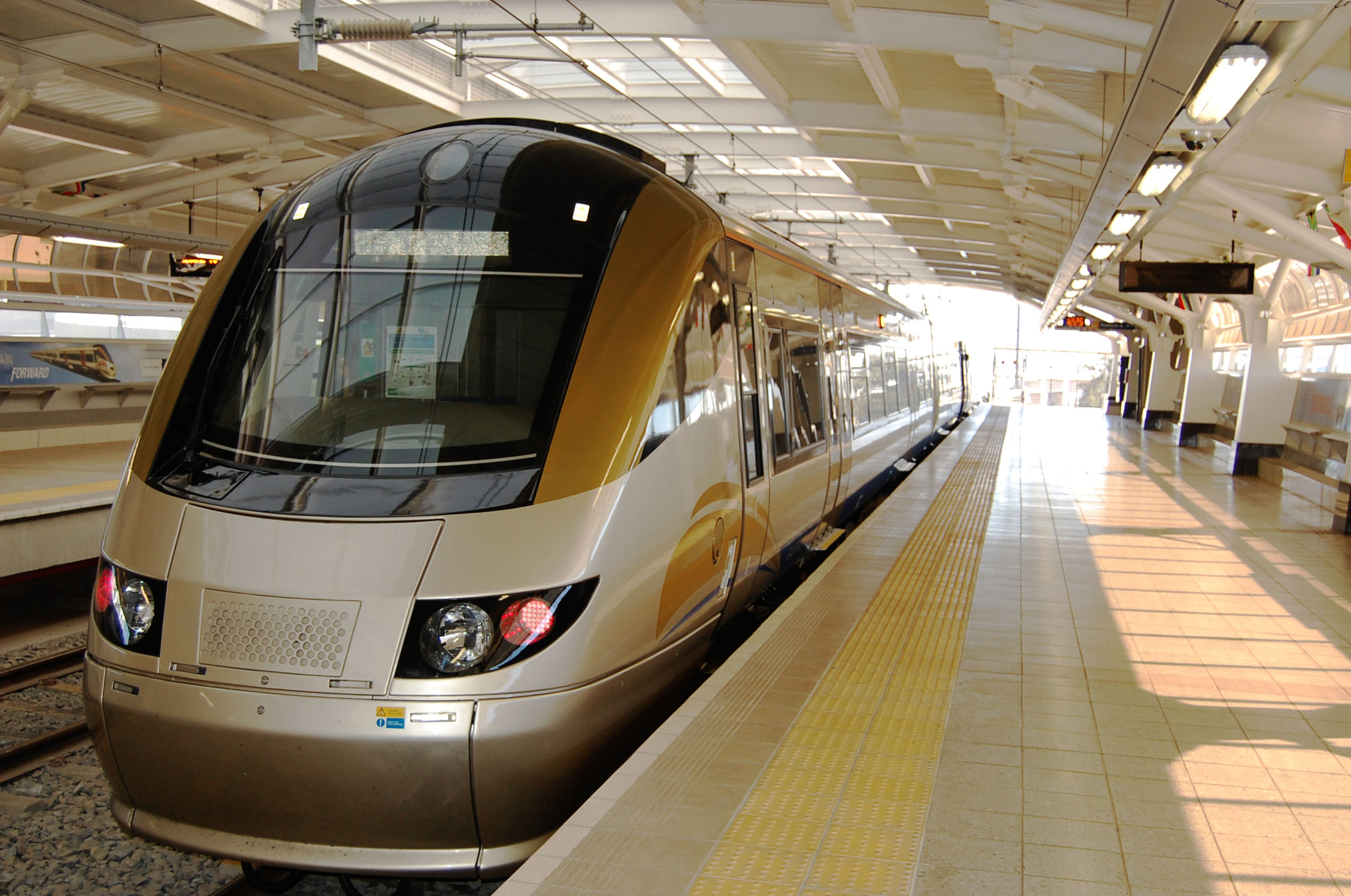
ハウトレイン用電車

## 脚註
1. ↑  Dunn, John (2008). Comeng: A History of Commonwealth Engineering Volume 2 1955-1966. Dural: Rosenberg Publishing. pp. 188-209. ISBN 1877058424
2. ↑  Dunn, John (2010). Comeng: A History of Commonwealth Engineering Volume 3 1966-1977. Dural: Rosenberg Publishing. pp. 92-106. ISBN 1877058734
3. ↑  Dunn, John (2013). Comeng: A History of Commonwealth Engineering Volume 5 1985-2012. Dural: Rosenberg Publishing. pp. 13-15, 203-219. ISBN 9781922013521
4. ↑  （英語）South Africa's CTE acquires Union Carriage & Wagon インターナショナル・レールウェイ・ジャーナル 4 February 2013
5. ↑  （英語）New empowered rail group emerges as M&R sells UCW2013年1月29日,CREAMER MEDIA ENGINEERING NEWS
6. ↑  （英語）Alstom acquires South African rolling stock firm2016-04-07,インターナショナル・レールウェイ・ジャーナル
7. ↑  （英語）“Histoty”. 2011年7月20日時点のオリジナルよりアーカイブ。2011年7月2日閲覧。 Union Carriage & Wagon公式
8. ↑  南アフリカの鉄鉱石運搬用電気機関車向け電気品の受注について2011年3月2日,東芝プレスリリース
9. ↑  南アフリカの資源輸送用電気機関車を連続受注2011年3月2日,三井物産プレスリリース
10. ↑  三井物産・東芝、南アフリカで電気機関車190億円受注2011年3月3日,日本経済新聞
11. ↑  （英語）“assembly process at Union Carriage and Wagon Partnership”.  Gautrain (2008年10月16日). 2011年7月2日閲覧。
12. ↑  （英語）“Renewed hope for jobs in Nigel as Union Carriage and Wagon Partnership (UCWP) starts assembling Gautrain vehicles” (2008年9月10日). 2011年7月2日閲覧。
13. ↑  （英語）Radebe, Jeff (2009年9月11日). “Address at the Union Carriage and Wagon Partnership's (UCWP's) 10M4 launch”.   Department of Transport. 2011年7月2日閲覧。
14. ↑  （繁体字中国語）台灣鐵路火車百科：台鐵、高鐵、捷運(第三版)，蘇昭旭 著，人人出版2014年2月出版（ISBN 9789865903404）